# Uršlja gora
Uršlja gora ali Plešivec (1699 metrov) je najvzhodnejši vrh Karavank, ki leži med Slovenj Gradcem in Črno na Koroškem. V ovršje gore segajo naselja Uršlja Gora, (Jazbina), Podgora in Zgornji Razbor. Zaradi izjemnega razgleda po vsej Koroški do Kozjaka in Kamniško-Savinjskih Alp je pomembna razgledna postojanka na slovenski planinski poti. Pod vrhom stojijo cerkev svete Uršule, televizijski oddajnik in planinski dom, na robu nad planinskim domom pa spomenik koroškim borcem, ki so padli v bojih za Koroško v letih 1918 in 1919.
Ime Plešivec je dobila po sivem apnenčastem vrhu med gozdnatimi pobočji gore, ki iz doline izgleda kakor pleša, ime Uršlja gora pa ima po gotski cerkvi svete Uršule, ki je najvišje ležeča cerkev v Sloveniji.

## Rastlinstvo in živalstvo
Vsa pobočja na Uršlji gori so porasla, le na severni strani pod vrhom je pečevje s steno, kjer je nekaj zahtevnih plezalnih poti. 
Za gorati del so značilni veliki strnjeni kompleksi gozdov, vendar je njihova podoba zaradi človekovega posega (pašništvo, fužinarstvo in rudarjenje) precej spremenjena. Iz bližnjih krajev so do 2. svetovne vojne gonili drobnico in govedo na letno pašo in s tem znižali zgornjo gozdno mejo za več 100 metrov. Po opustitvi pašništva se je gozdna meja spet začela dvigati. Manj strmi južni deli so umetno pogozdeni s smreko. Na severnem pobočju Kozjega hrbta je močneje zastopan bukov gozd s primesjo smreke, jelke in javorja.
Na gori rastejo nekatere značilne alpske rastline, kot sta zelo redka kortuzovka (rdeči zvonček) ter alpska zlatica. Rastlinska redkost pa je tudi omejelistna zlatica.
Leta 1967 so na območje Uršlje gore naselili muflona, ki ogroža naravno obnovo gozdov. Posebna značilnost živalskega sveta so tudi ruševci.

## Oddajnik
RTV oddajnik je bil postavljen leta 1962. Leži nad cerkvijo in planinsko kočo na Plešivcu, saj je tu točka, ki nudi najboljše pogoje za oddajanje signala, ki pokriva Koroško in Štajersko regijo.
Iz oddajnega centra so še druge zveze, ki koristijo reševalcem, gasilcem, policiji, amaterjem in drugim. Na UKV frekvencah delujeta tudi dve radijski postaji za lokalni program v Slovenj Gradcu.

## Dostop
- Poštarski dom pod Plešivcem (2 h 30 min)
- Koča na Naravskih ledinah (1h 45 min)
- Zapornica - po cesti (45 min)
- Ivarčko jezero (2h 30 min)
- Ciganija (2h 30 min)

## Galerija
- Pogled z Uršlje gore na Ravne na Koroškem, na desni oddajnik Plešivec
- Planinski dom in cerkev